# Foxhole in Cairo
Pour plus de détails, voir Fiche technique et Distribution.
Foxhole in Cairo est un film britannique réalisé par John Llewellyn Moxey, sorti en 1960.

## Synopsis
Le Generalfeldmarschall Rommel a placé deux espions au Caire au sein du quartier général de la 8e armée britannique. Ils sont ainsi capables de donner des informations sur tous les mouvements des Alliés. Les services de renseignements britanniques doivent les démasquer avant qu'il ne soit trop tard.

## Fiche technique
- Titre original : Foxhole in Cairo
- Réalisation : John Llewellyn Moxey
- Scénario : Leonard Mosley, Donald Taylor, d'après le roman The Cat and the Mice de Leonard Mosley
- Direction artistique : John Blezard
- Costumes : Freda Gibson
- Photographie : Desmond Dickinson
- Montage : Oswald Hafenrichter
- Musique : Douglas Gamley, Ken Jones, Wolfram Röhrig
- Production : Steven Pallos, Donald Taylor
- Société de production : Omnia Films
- Société de distribution : British Lion Film Corporation
- Pays d'origine :  Royaume-Uni
- Langue originale : anglais
- Format : Noir et blanc — 35 mm — son mono
- Genre : Film d'espionnage
- Durée : 80 minutes
- Date de sortie : Royaume-Uni : 4 octobre 1960

## Distribution
- James Robertson Justice : Capitaine Robertson
- Adrian Hoven : John Eppler
- Niall MacGinnis : Morris Radek
- Neil McCallum : Sandy
- Albert Lieven : Generalfeldmarschall Rommel
- Robert Urquhart : Major Jimmy Wilson
- Fenella Fielding : Yvette
- Gloria Mestre : Amina
- Peter van Eyck : László Almásy
- Henry Oscar : Colonel Zeltinger
- Anthony Newlands : Colonel SS
- Richard Vernon : Général
- Howard Marion-Crawford : Major
- Nancy Nevinson : Signorina Signorelli

## Autour du film
- Ce film est inspiré de l'Opération Salaam, au cours de laquelle László Almásy a réussi à entrer au Caire avec deux espions.
- C'est un remake du film allemand L'Espion du Caire (Rommel ruft Kairo) de Wolfgang Schleif, sorti en 1959.